# Rilland en Bath
Ne doit pas être confondu avec Rilland-Bath.
Rilland en Bath est une ancienne commune néerlandaise de la province de la Zélande, dont le territoire fait aujourd'hui partie de la commune de Reimerswaal.
La commune était composée des villages de Rilland et de Bath. Le 1er janvier 1816 la commune est supprimée et le territoire divisé en deux parties :
- Bath fusionne avec Fort Bath pour former la nouvelle commune de Bath
- Rilland fusionne avec Maire pour former la nouvelle commune de Rilland

En 1878, les deux villages se retrouvent dans une nouvelle commune appelée Rilland-Bath, dont Maire et Fort Bath font également partie.